# Novo Gama
| Novo Gama                    | Novo Gama                                                                           |
| ---------------------------- | ----------------------------------------------------------------------------------- |
|                              |                                                                                     |
| Wappen                       | Flagge                                                                              |
|                              |                                                                                     |
| Karte                        |                                                                                     |
|                              |                                                                                     |
| Basisdaten                   |                                                                                     |
| Staat:                       | Brasilien (BRA)                                                                     |
| Verwaltungsgliederung:       | Mittelwesten                                                                        |
| Bundesstaat:                 | Goiás (GO)                                                                          |
| Mesoregion:                  | Ost-Goiás                                                                           |
| Mikroregion:                 | Entorno de Brasília                                                                 |
| Geografische Lage:           | 16° 4′ S, 48° 2′ W                                                                  |
| Angrenzende Gemeinden:       | Bundesdistrikt Brasília, Valparaíso de Goiás, Luziânia, Santo Antônio do Descoberto |
| Distanz zu Goiânia:          | 191 km                                                                              |
| Zeitzone:                    | UTC-3 Sommer: UTC-2                                                                 |
| Höhe:                        | 1,1 m                                                                               |
| Fläche:                      | 191,675 km²                                                                         |
| Einwohner:                   | 95.013                                                                              |
| Bevölkerungsdichte:          | 495,7 Einwohner / km²                                                               |
| Telefonvorwahl:              | +5561                                                                               |
| Postleitzahl (CEP):          | 72860-000                                                                           |
| Adresse der Stadtverwaltung: |                                                                                     |
| Offizielle Website:          |                                                                                     |
| E-Mail-Adresse:              |                                                                                     |
| Jahrestag:                   | 19. Juli                                                                            |
| Gemeindegründung:            | 1995                                                                                |
| Politik                      |                                                                                     |
| Bürgermeister:               | João de Assis Pacífico (PSDB), (2009–2012)                                          |
| Vize-Bürgermeister:          |                                                                                     |

Novo Gama ist eine brasilianische politische Gemeinde und Stadt im Bundesstaat Goiás in der Mesoregion Ost-Goiás und in der Mikroregion Entorno de Brasília. Sie liegt südlich der brasilianischen Hauptstadt Brasília und nordöstlich von Goiânia, der Hauptstadt des Bundesstaates.
Zur Gemeinde gehört auch die Ortschaft Lago Azul.

## Geographische Lage
Novo Gama grenzt
- im Norden an den Bundesdistrikt Brasília
- im Osten an Valparaíso de Goiás
- im Süden an Luziânia
- im Westen an Santo Antônio do Descoberto

Die Entfernung zur Hauptstadt Goiânia beträgt 191 km über die Bundesstraße BR-060 und zu Brasília beträgt die Entfernung 45 km via die BR-040.